# Tubensprengung

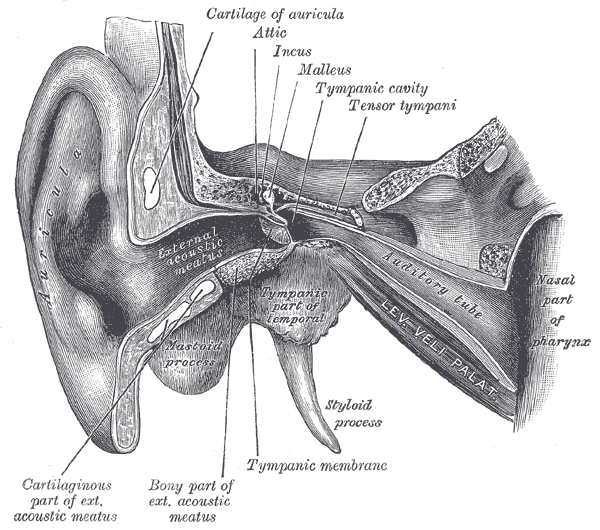
Mittelohr (tympanic cavity); Eustachi-Röhre (auditory tube)

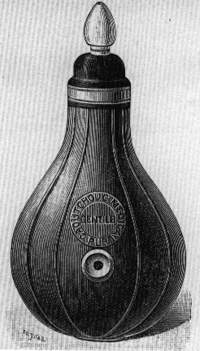
Politzer-Ballon mit Olive

Unter Tubensprengung oder Tubendurchblasung versteht man den therapeutischen Öffnungsversuch einer verschlossenen Eustachischen Röhre (Tube) durch Erzeugen eines Überdruckes im Nasen-Rachen-Raum (tympanales Ventilationsproblem). Dies setzt zuvor eine Tubenfunktionsprüfung voraus, worunter man Untersuchungen versteht, mit denen die Durchgängigkeit der Tuba auditiva geprüft wird. Ziel der Behandlung ist eine Angleichung der Druckverhältnisse zwischen Luftdruck und Mittelohrinnendruck. Als Kontraindikation gilt z. B. eine infektiöse Rhinitis, weil so die Infektion von der Nase über die Tube ins Mittelohr getragen werden kann.

## Verfahren
Die einfachste Methode zur Erzeugung eines Überdruckes ist der Valsalva-Versuch (Pressen bei zugehaltener Nase und geschlossenem Mund). Beim Politzer-Versuch wird mit einem Gummiballon Luft in die Nase gepresst, während der Patient schluckt. Da beim Schlucken der Gaumen verschlossen wird, wird die Luft in die Tube gepresst. Mit diesem Politzer-Ballon kann Luft auch in einen durch die Nase in die Tubenöffnung eingeführten Metall-Katheter gepresst werden.
Besonders bei Kindern werden „Nasenballons“ eingesetzt, deren spielerische Anwendung eine selbstständige Behandlung erlaubt. Außerdem wird durch das Absinken des Gegendrucks im Ballon nach dem ersten Erweitern ein übermäßiger Druck verhindert. Für Erwachsene oder ältere Kinder können festere Ballone eingesetzt werden.
Der Valsalva-Versuch wird oft zum Druckausgleich z. B. bei Flügen oder beim Tauchen eingesetzt. Von HNO-Ärzten wird die Tubensprengung zur Diagnose und vor allem Behandlung eines Tubenkatarrhs bzw. Paukenergusses und einer Tubenbelüftungsstörung eingesetzt.